# Чемпіонат Європи з футболу 2004 (склади команд)/Греція

## Складзбірної Греціїначемпіонаті Європи 2004
| №               | Гравець              | Клуб (у 2004)     | Дата народження   | Вік      | Ігор                        | Голів                       |                             |
| Воротарі        | Воротарі             | Воротарі          | Воротарі          | Воротарі | Воротарі                    | Воротарі                    | Воротарі                    |
| --------------- | -------------------- | ----------------- | ----------------- | -------- | --------------------------- | --------------------------- | --------------------------- |
| 1               | Антоніс Нікополідіс  | Панатінаікос      | 13 січня 1971     | 33       |                             |                             |                             |
| 12              | Константінос Халкіас | Панатінаікос      | 30 травня 1974    | 30       |                             |                             |                             |
| 13              | Фаніс Катер'яннакіс  | Олімпіакос        | 16 лютого 1974    | 30       |                             |                             |                             |
| Нападники       |                      |                   |                   |          |                             |                             |                             |
| 9               | Ангелос Харістеас    | Вердер (Бремен)   | 9 лютого 1980     | 24       |                             |                             |                             |
| 11              | Деміс Ніколаїдіс     | Атлетіко (Мадрид) | 17 вересня 1973   | 30       |                             |                             |                             |
| 15              | Зісіс Врізас         | Фіорентина        | 9 листопада 1973  | 30       |                             |                             |                             |
| 22              | Дімітріс Пападопулос | Панатінаікос      | 20 вересня 1981   | 22       |                             |                             |                             |
| Півзахисники    |                      |                   |                   |          |                             |                             |                             |
| 6               | Ангелос Басінас      | Панатінаікос      | 3 січня 1976      | 28       |                             |                             |                             |
| 7               | Теодорос Загоракіс   | АЕК               | 27 жовтня 1971    | 32       |                             |                             |                             |
| 8               | Стеліос Яннакопулос  | Болтон Вондерерз  | 12 липня 1974     | 29       |                             |                             |                             |
| 10              | Васіліс Циартас      | АЕК               | 12 листопада 1972 | 31       |                             |                             |                             |
| 16              | Пантеліс Кафес       | Олімпіакос        | 24 червня 1978    | 25       |                             |                             |                             |
| 17              | Георгіос Георгіадіс  | Олімпіакос        | 8 березня 1972    | 32       |                             |                             |                             |
| 20              | Йоргос Карагуніс     | Інтернаціонале    | 6 березня 1977    | 27       |                             |                             |                             |
| 21              | Костас Кацураніс     | АЕК               | 26 червня 1979    | 24       |                             |                             |                             |
| 23              | Васіліс Лакіс        | АЕК               | 10 вересня 1976   | 27       |                             |                             |                             |
| Захисники       |                      |                   |                   |          |                             |                             |                             |
| 2               | Юркас Сейтарідіс     | Панатінаікос      | 4 червня 1981     | 23       |                             |                             |                             |
| 3               | Стеліос Венетідіс    | Олімпіакос        | 19 листопада 1976 | 27       |                             |                             |                             |
| 4               | Нікос Дабізас        | Лестер Сіті       | 3 серпня 1973     | 30       |                             |                             |                             |
| 5               | Траянос Деллас       | Рома              | 31 січня 1976     | 28       |                             |                             |                             |
| 14              | Такіс Фіссас         | Бенфіка           | 12 червня 1973    | 31       |                             |                             |                             |
| 18              | Янніс Гумас          | Панатінаікос      | 24 травня 1975    | 29       |                             |                             |                             |
| 19              | Міхаліс Капсіс       | АЕК               | 18 жовтня 1973    | 30       |                             |                             |                             |
| Головний тренер |                      |                   |                   |          |                             |                             |                             |
| Німеччина       | Отто Рехагель        |                   | 9 серпня 1938     | 65       | Середній вік гравців: 28,85 | Середній вік гравців: 28,85 | Середній вік гравців: 28,85 |
|                 |                      |                   |                   |          |                             |                             |                             |

| Гравців національного чемпіонату: | Гравців національного чемпіонату: | 15   |
|                                   | Панатінаікос                      | 6    |
|                                   | АЕК                               | 5    |
|                                   | Олімпіакос                        | 4    |
| Легіонерів:                       | Легіонерів:                       | 8    |
|                                   | Італія                            | 3    |
|                                   | Англія                            | 2    |
|                                   | Іспанія, Німеччина, Португалія    | по 1 |